# Vitorlások Argenteuil-nél
A Vitorlások Argenteuil-nél (Voiliers à Argenteuil) Gustave Caillebotte festménye, amely a párizsi Musée d’Orsay gyűjteményének része.
Caillebotte szenvedélyes vitorlázó volt, 1879-től több versenyt nyert a Szajnán, és egyre nagyobb figyelemmel fordult a jachtok tervezése felé. Élete vége felé már elismert hajóépítőnek számított, és ez a szenvedélye a festészet elől vette el az idejét. 1881-ben vásárolt egy házat a Szajna-parti Petit-Gennevilliers-ben, szemben Argenteuil településsel, ahol az elegáns jachtklub, a Cercle de la Voile de Paris működött.
Caillebotte új lakóhelyén több képet festett a vízi életről, evezősökről, szkiffekről, vitorlásokról. Sok tekintetben Claude Monet inspirálta, aki már 1871-ben Argenteuil-be költözött, és számos festményt készített a folyó vízi járműveiről. Más impresszionisták, Édouard Manet, Pierre-Auguste Renoir és Alfred Sisley is gyakran választotta témájának a hajózást, evezést.
A Vitorlások Argenteuil-nél kis vitorlásokat ábrázol, ahogy azok a régi fahíd közelében horgonyoznak Argenteuil-nél. A hídívek alatt feltűnnek a távolabbi vasúti híd pillérei, a hídpálya felett pedig Sannois és Orcemont dombjai. Caillebotte valószínűleg a helyszínen festette a képet, gyors ecsetvonásokkal, hogy megörökíthesse a fény tükröződését, törését a vízfelületen. A kompozíció kiegyensúlyozott, határozott horizontális (a híd) és vertikális tengelyek (árbócok) mentén szerveződik. Ezt a rendet azonban finom ferde objektumok, a mólók, a vitorlák ellensúlyozzák.